# Zarak Khan
Zarak Khan (Zarak) è un film del 1956 diretto da Terence Young.

## Trama
Per aver corteggiato Alma, una delle sue mogli, l'Haji Khan ordina di far frustare a morte suo figlio Zarak. Il mullā del villaggio persuade il Khan dall'omicidio del suo successore, come indicato dalle leggi dell'Islam. Liberato ma espulso dal regno, Zarak si dà a un violento banditismo al confine tra India e Afganistan, zona amministrata dalle forze inglesi comandate dal maggiore Ingram, cui viene incaricato di prenderlo vivo o morto. Questi, travestitosi da indù con l'intera armata, scopre il campo dei predoni di Zarak, lo distrugge e arresta i superstiti. Zarak è fortuitamente assente all'attacco poiché intrattenuto da Alma, nel frattempo diventata ballerina.
Divenuto Khan per la morte del padre, Zarak si allea col potente capo afgano Ahmed e riesce a prendere il forte inglese; fuggito tra le montagne, Ingram è inseguito dal Khan, che uccide per sbaglio il mullā, credendolo l'ufficiale inglese. Colpito da un grandissimo senso di colpa, Zarak Khan si offre come sostituto di Ingram, il quale sta per essere decapitato da Ahmed. Il capo afgano accetta, non senza aver esaudito l'ultimo desiderio di Zarak Khan: che il supplizio capitale sia eseguito con le fruste, col metodo di suo padre.

## Produzione
Gli esterni sono stati girati in Marocco.
Durante le riprese Victor Mature si rifiutò di girare le scene degli inseguimenti in groppa a un cavallo. Venne sostituito da una controfigura, tale Jack Keely, che rimase vittima in seguito alla caduta da uno dei cavalli. Mature si impegnò a pagargli il funerale.

## Controversie
I manifesti del film, che riproducevano Anita Ekberg vestita da odalisca in abiti succinti, fu uno dei diversi che nel marzo 1957 crearono proteste per le immagini provocanti delle attrici protagoniste, giudicati offensivi del pudore. Il 26 giugno 1958 il Tribunale di Roma giudicò i manifesti "contrari alla pubblica decenza"; i pubblicitari responsabili dell'affissione dei manifesti vennero condannati ad una ammenda di 7.000 lire più 10.000 lire da donare a un ente per la difesa dei minori.
La stessa sorte toccò ai manifesti britannici; in seguito alla critica della Camera dei lord vennero banditi per oscenità.

## Critica
(Leo Pestelli su La Nuova Stampa del 5 aprile 1957)